# Jamalskij rajon
Lo Jamalskij rajon è un distretto e una formazione municipale (муниципальное образование) del circondario autonomo Jamalo-Nenec, in Russia. Geograficamente corrisponde alla penisola Jamal, nella Siberia occidentale. Il centro amministrativo è il villaggio di Jar-Sale.
Il distretto comprende l'isola Belyj, la più grande del circondario autonomo, l'isola Litke (nella baia della Bajdarata), e altre piccole isole.